# Jason Newsted
Jason Curtis Newsted (* 4. března, 1963, Battle Creek, Michigan) je americký baskytarista, nejznámější je jeho působení v thrash metalové skupině Metallica v letech 1986 až 2001. V roce 1982 začal hrát s thrash metalovou kapelou Flotsam and Jetsam z Arizony, kterou opustil v roce 1986, aby se připojil k Metallice, kde nahradil basáka Cliffa Burtona, který tragicky zahynul. Jeho první vystoupení s Metallicou bylo 8. listopadu 1986. Ve svých začátcích ve skupině byl často znevýhodňován a nerespektován svými spoluhráči (např. na albu ...And Justice for All není prakticky slyšet basa). S Metallicou se podílel na skladbě třech písní: Blackened z ...And Justice for All, My Friend of Misery z Černého alba a Where The Wild Things Are z ReLoadu.
Z Metallicy odešel v roce 2001; poslední píseň, kterou s Metallicou hrál, byla Fade to Black na VH1 Music Awards. V roce 2002 se připojil ke kanadské skupině Voivod. Nyní žije ve Walnut Creek v Kalifornii.

## Jasonův odchod z Metallicy
Když Jason opustil Metallicu, uvedl jako hlavní důvod to, že mu hraní hudby, kterou miluje, způsobilo ujmu na psychickém i fyzickém zdraví. Později se ukázalo, že za tím stojí hlavně problémy s Jamesem Hetfieldem, který mu zakázal podílet se na plánovaném turné jiné skupiny (Echobrain), protože musel být Metallice k dispozici podle svých slov „25 hodin denně“. Zároveň zjistil, že má menší problémy s páteří. Takže se počátkem roku 2001 rozhodl opustit skupinu. Dnes však udržuje poměrně přátelské vztahy se svými bývalými spoluhráči a v roce 2009 si zahrál s Metallicou v Rock and Roll Hall of Fame.

## Diskografie

### S Flotsam and Jetsam
- 1986 Doomsday for the Deceiver

### S Metallicou
- 1987 EP The $5.98 E.P.: Garage Days Re-Revisited
- 1988 ...And Justice for All
- 1991 Metallica
- 1993 Live Shit: Binge & Purge
- 1996 Load
- 1997 Reload
- 1998 Garage Inc.

### S Echobrain
- 2002 Echobrain
- 2002 EP Strange Enjoyment

### S Voivod
- 2003 Voivod
- 2006 Katorz
- 2009 Infini

### Solo
- 2013 EP Metal
- 2013 Heavy Metal